# Corneille de la Jamaïque
Corvus jamaicensis
Espèce
Statut de conservation UICN

 LC  : Préoccupation mineure
La Corneille de la Jamaïque, ou Corneille de Jamaïque (Corvus jamaicensis), est une espèce de passereau placée dans la famille des Corvidae.

## Répartition
Cet oiseau est endémique de Jamaïque. 

## Habitat
Cette espèce peuple notamment dans sur les hauts-plateaux.